# Simon Stadler (Politiker)

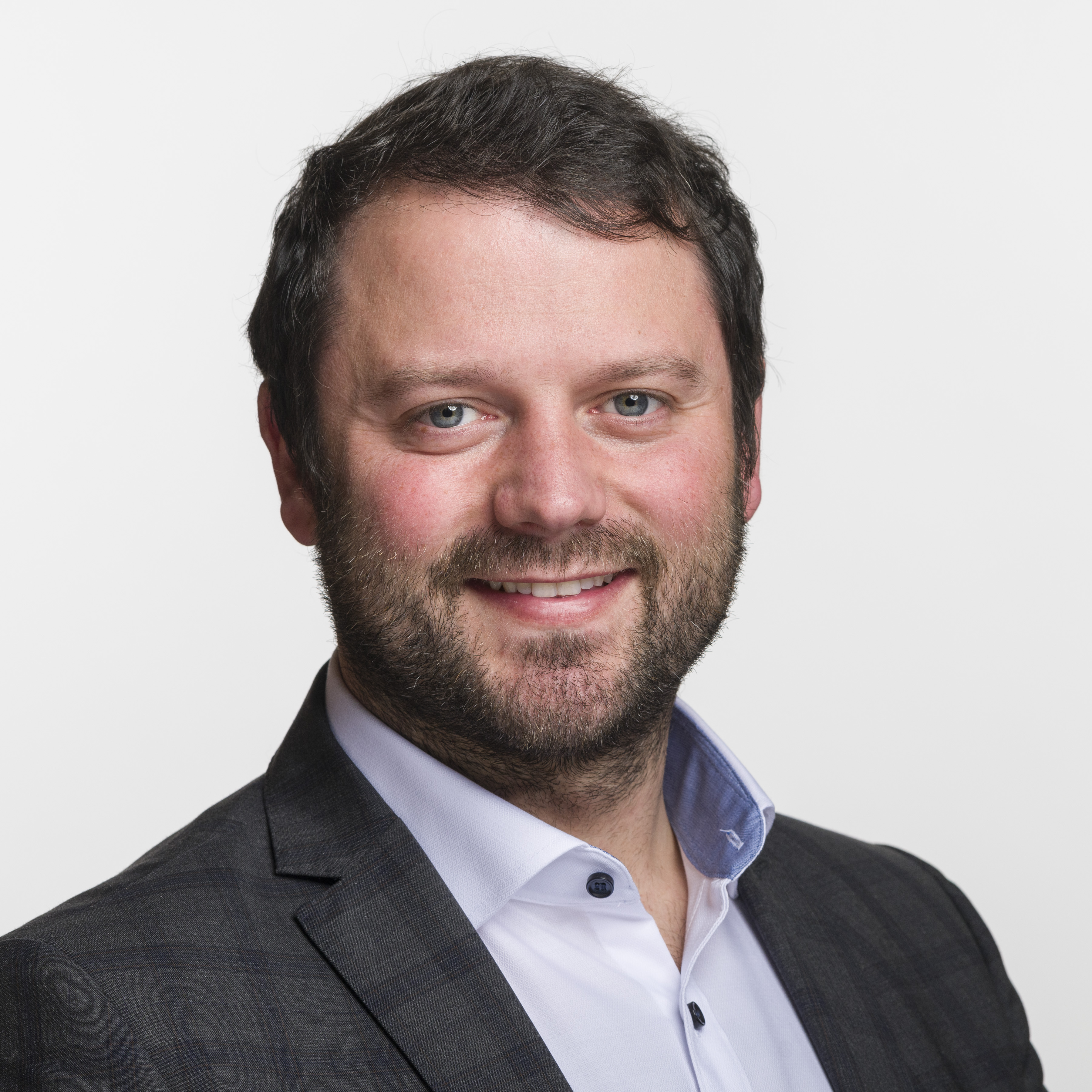
Simon Stadler (2019)

Simon Lorenz Stadler (* 2. Mai 1988 in Altdorf, heimatberechtigt ebenda) ist ein Schweizer Politiker (Die Mitte, vormals CVP) aus Altdorf im Kanton Uri.

## Leben
Simon Stadler schloss eine Lehre als Maurer ab, erlangte 2012 die Berufsmatura und studierte anschliessend an der Pädagogischen Hochschule Schwyz Pädagogik. Bis zur Wahl Ende November 2019 war er als Primarlehrer tätig. Er ist seit 2011 Vorstandsmitglied der CVP Altdorf und wurde 2016 zu deren Präsidenten gewählt. Im Dezember 2020 trat er zurück, verblieb aber im Vorstand. Er ist Vizepräsident der Schweizer Wanderwege.
Sein Vater ist der ehemalige Urner Landammann und Alt-Ständerat Hansruedi Stadler.
Im Jahr 2012 wurde Stadler für die Gemeinde Altdorf in den Urner Landrat (Kantonsparlament) gewählt, 2016 gelang ihm die Wiederwahl. Aufgrund der Wahl in den Nationalrat 2019 trat er bei der Landratswahl im März 2020 nicht mehr an. Er war Mitglied und Vizepräsident der Gesundheits-, Sozial- und Umweltkommission und präsidierte die Spezialkommission für den Um- und Neubau des Kantonsspitals Uri in Altdorf (Spitalkommission). Im Landrat machte sich Stadler vor allem für den Schutz von Kulturland, für den Spitalneubau sowie die Entlastung von pflegenden Angehörigen stark. Der Neubau des Berufs- und Weiterbildungszentrums Uri in Altdorf (bwz) geht auf einen Vorstoss von ihm zurück.
Die CVP Uri stellte ihn im Juni 2019 für die eidgenössischen Wahlen im Herbst 2019 als Kandidaten für den einzigen Nationalratssitz des Kantons Uri auf. Am 20. Oktober 2019 wurde er mit 31 Jahren in den Nationalrat gewählt. Die CVP Uri gewann damit den Sitz erstmals wieder seit 1915. Er hat Einsitz in der Kommission für Wissenschaft, Bildung und Kultur, der Redaktionskommission und der Redaktionskommission für die deutsche Sprache. Zudem ist er Mitglied der parlamentarischen Gruppe «Bergbevölkerung» (Stand: April 2022).